# 덴마크 왕자 요아킴
요아킴 왕자(덴마크어: Prins Joachim Holger Waldemar Christian til Danmark, greve af Monpezat, 1969년 6월 7일 ~ )는 덴마크의 여왕 마르그레테 2세의 차남이다. 본명은 요아킴 홀거 발데마르 크리스티안(덴마크어: Joachim Holger Waldemar Christian)이다. 현재 덴마크 왕위 계승서열 5위에 있다.
요아킴 왕자는 1995년 알렉산드라 맨리와 결혼하여 두 아들을 두었으나 2005년에 이혼했다. 그 후 2008년 현 왕자빈인 마리 카발리에와 재혼하여 1남 1녀를 두었다.